# COLCA2
COLCA2 (англ. Colorectal cancer associated 2) – білок, який кодується однойменним геном, розташованим у людей на 11-й хромосомі. Довжина поліпептидного ланцюга білка становить 154 амінокислот, а молекулярна маса — 16 850.
| 10         |  | 20         |  | 30         |  | 40         |  | 50         |
| ---------- |  | ---------- |  | ---------- |  | ---------- |  | ---------- |
| MHPEPLLNST |  | QSAPHHFPDS |  | FQATPFCFNQ |  | SLIPGSPSNS |  | SILSGSLDYS |
| YSPVQLPSYA |  | PENYNSPASL |  | DTRTCGYPPE |  | DHSYQHLSSH |  | AQYSCFSSAT |
| TSICYCASCE |  | AEDLDALQAA |  | EYFYPSTDCV |  | DFAPSAAATS |  | DFYKRETNCD |
| ICYS       |  |            |  |            |  |            |  |            |

A: Аланін

C: Цистеїн

D: Аспарагінова кислота

E: Глутамінова кислота

F: Фенілаланін

G: Гліцин

H: Гістидин

I: Ізолейцин

K: Лізин

L: Лейцин

M: Метіонін

N: Аспарагін

P: Пролін

Q: Глутамін

R: Аргінін

S: Серин

T: Треонін

V: Валін

Задіяний у такому біологічному процесі, як альтернативний сплайсинг. 
Локалізований у цитоплазмі.